# باشگاه فوتبال نیوکاسل تاون
باشگاه فوتبال نیوکاسل تاون (به انگلیسی: Newcastle Town Football Club) یک باشگاه فوتبال در شهر نیوکاسل، کشور انگلستان است که در سال ۱۹۶۴ میلادی تأسیس شده‌است.